# Buriti
Buriti is een gemeente in de Braziliaanse deelstaat Maranhão. De gemeente telt 26.202 inwoners (schatting 2009).